# مشيقات
المشيقات أو فصيلة حفارات "صانعات أنفاق" الأوراق  (الاسم العلمي: Gracillariidae)، فصيلة حشرات عثية من رتبة حرشفيات الأجنحة. أنواعه نحو 1866 ضمن 101 جنسًا، توجد في جميع أنحاء العالم باستثناء القارة القطبية الجنوبية.